# 臨月 (專輯)
《臨月》(日语：臨月) ，又譯《臨產月》，是日本創作歌手中島美雪的第8張原創專輯，由佳音唱片於1981年3月5日发行。

## 介紹
“臨月”在日語中指孕齡36週0天至39週6天這一時期。本專輯的製作期長達10個月，因此得名。
本專輯與前作强烈的絕望風格不同，更加溫和一些。題材上也更廣泛，出現了親情、友情、夢想與社會等題材。
本專輯在1981的公信榜年度熱門榜單上排名第7。同年，被選為第23屆日本唱片大獎的81'十大專輯之一。
好友松任谷由實的丈夫松任谷正隆擔任《對鏡》《友情》《夜曲》這三首歌的編曲。
1982年由佳音唱片CD化，CD的现行盤是2018年由山葉音樂傳播數位修復後重新發行的。
2011年，Tom Baker at Precision Mastering (洛杉磯) 以水晶玻璃唱片的形式發行了本專輯的數位修復CD (規格產品編號：YMPCD-10017) 。
此外，經過數位修復的CD從2012年10月25日開始，收錄在CD-BOX《中島美雪BOX 聽得見我的聲音嗎 ~ 臨月》中郵購限量發售。
雖然本專輯由波麗佳音發行的版本已經停售，但是從2021年開始，包含本專輯的郵購限定CD還在波麗佳音Shopping Club發售。

## 歌曲
- 全詞曲: 中島美雪

1. 讓明天晴空萬里 
編曲: 星勝（日语：星勝）
  - 專輯發行後被分拆為單曲。
  - 公信榜最高排名第25名。
2. 趁你看海的時候 
编曲: 安田裕美（日语：安田裕美）
  - 歌詞中提到了車名[註 4]，在中島的歌曲中很罕見。
3. 對鏡 
编曲: 松任谷正隆（日语：松任谷正隆）
  - 即無限反射鏡。
  - 之後在2004年專輯《現在的心情》 中自翻唱。
4. 擅長孤獨 
编曲: 萩田光雄（日语：萩田光雄）
  - 中島1980年發行的單曲。
  - 專輯版與單曲版編曲略有不同。
  - 1983年，被鄧麗君翻唱為《漫步人生路》[8]。本歌曲開始在華人地區流行起來。
5. 雪 
编曲: 萩田光雄
  - 本歌曲關於中島的亡父中島真一郎。
  - 1977年，中島也曾創作過相似題材的《祭典音樂》 。
  - 1991年，中島在《夜會》第3部《邯鄲》中以老婦人的形象演唱了本歌曲[9]。
6. 巴士道 
编曲: 萩田光雄
7. 友情 
编曲: 松任谷正隆
  - 繼承了前作絕望和悲觀的風格。
  - 中島以一個被好友背叛的人的視角創作，在闡述對“友情”的認識的同時，還包含了從自我否定到自我救贖的過程[註 5]。
  - 1994年，中島在《夜會》第6部《香格里拉》中以穿著旗袍的年輕女人形象演唱了本歌曲[10]。
8. 成年一代 
编曲: 星勝
  - 中島以“成年一代[註 6]”的視角創作，表現了這代人對追逐夢想的迷茫和中島對現實的諷刺[註 7]。
9. 夜曲 
编曲: 松任谷正隆
  - 繼承了中島1970年代後期的民謠風格。伴奏中的口琴聲展現了標題的特點。
  - 呼應了後作中《歌姬》 這首歌。

## 演奏者
- Vocal：中島美雪

| 讓明天晴空萬里 - Drums：上原裕 - Bass：秋元良一 - Guitar：椎名和夫 - A.Guitar：安田裕美 - Keyboards：中西康晴・小林泉美 - Percussions：菅原由紀 趁你看海的時候 - A.Guitar：安田裕美 - Keyboards： 對鏡 - Drums：渡嘉敷祐一 - Bass：高水健司 - Guitar：鈴木茂 - Keyboards：松任谷正隆 - Percussions：濱口茂外也 擅長孤獨 - Drums：林立夫 - Bass：後藤次利 - Guitar：松原正樹 - Keyboards： - Percussions：齊藤信男 雪 - Keyboards：富樫春生 | 巴士道 - Drums：島村英二 - Bass：長岡道夫 - Guitar：矢島賢 - Keyboards：富樫春生 - Percussions：濱口茂外也 友情 - Drums：渡嘉敷祐一 - Bass：高水健司 - Guitar：尾崎孝 - Keyboards：松任谷正隆 - Percussions：濱口茂外也 成年一代 - Drums：上原裕 - Bass：秋元良一 - Guitar：椎名和夫 - A.Guitar：安田裕美 - Keyboards：小林泉美 - Percussions：菅原由紀 夜曲 - Drums：林立夫 - Bass：後藤次利 - Guitar：松原正樹 - Keyboards：中西康晴・松任谷正隆 - Percussions：齊藤信男 |

## 腳註

### 來源
1. 1 2 3  . Discogs.   [2019-10-23]. （原始内容存档于2021-02-25）.
2. ↑  . 日本作曲家協會.   [2022-11-15]. （原始内容存档于2024-10-09）.
3. 1 2  . 山葉音樂傳播.   [2024-05-20]. （原始内容存档于2024-05-19） （日语）.
4. ↑  . 日本作曲家協會.   [2022-11-15]. （原始内容存档于2024-10-09） （日语）.
5. ↑  . Recordcity.   [2024-05-20]. （原始内容存档于2024-05-19） （日语）.
6. ↑  . 山葉音樂娛樂控股公司.   [2024-05-18] （日语）.
7. ↑  . 波麗佳音發售情報.   [2021-03-23]. （原始内容存档于2023-05-11） （日语）.
8. ↑  . discogs.   [2024-05-20]. （原始内容存档于2024-05-19）.
9. ↑  . 山葉音樂傳播.   [2023-07-30]. （原始内容存档于2023-07-30） （日语）.
10. ↑  . 山葉音樂傳播.   [2023-07-30]. （原始内容存档于2023-07-30） （日语）.

## 外部連結
- 山葉音樂傳播上的介紹頁面
  - 2001年盤 （页面存档备份，存于）
  - HQCD （页面存档备份，存于）